# إبراهام لانسينغ
إبراهام لانسينغ هو محامي وسياسي أمريكي، ولد في 27 فبراير 1835 في ألباني في الولايات المتحدة، وتوفي في 4 أكتوبر 1899. نشط حزبياً في الحزب الديمقراطي. وقد انتخب أمين صندوق الدولة ‏ وانتخب عضو مجلس ولاية نيويورك ‏.